# Sylvicola javanensis
Sylvicola javanensis är en tvåvingeart som först beskrevs av Edwards 1923.  Sylvicola javanensis ingår i släktet Sylvicola och familjen fönstermyggor. Inga underarter finns listade i Catalogue of Life.